# Федір Оцеп
Федір Олександрович Оцеп (нім. Fedor Ozep, ісп. Pedro Otzoup, *9 лютого 1895, Москва — 20 червня 1949, Беверлі Гіллз) — радянський, німецький, іспанський, французький, канадський та американський кінорежисер та сценарист. Чоловік акторки Анни Стен.

## Життєпис
Федір Оцеп народився 9 лютого 1895 в Москві. Освіту здобув у Московському університеті. Ще будучи студентом, працював кінорецензентом в столичній пресі. З 1915 року — асистент на зйомках кінохроніки, з 1916 — сценарист (зокрема — стрічки режисера Якова Протазанова «Пікова дама»). З 1918 — драматург та художній керівник кіноколективу «Русь» (згодом — Межрабпом-Русь). 

Федір Оцеп та Анна Стен

Сценарист стрічки Якова Протазанова «Аеліта» (1924), що визнана класикою світової кінофантастики. 1926 року знявся в режисерському дебюті Всеволода Пудовкіна комедії «Шахматна лихоманка». Як режисер дебютував 1926 року, спільно з Борисом Барнетом знявши трисерійний пригодницький фільм «Міс Менд» (за мотивами пригодницької книги Марієтти Шагінян «Месс-Менд»), що здобув шалену популярність та великі касові збори в СРСР.
1927 року зрежисерував стрічку «Земля в полоні» з видатною українською акторкою Анною Стен в головній ролі. Невдовзі Стен стала його дружиною. 

1929 року виступив режисером спільного німецько-радянського кінопроєкту Живий труп (Der lebende Leichnam), успіх якого приніс йому ангажемент від німецької кінокомпанії UFA. 1931 року Оцеп знімає свій перший звуковий німецький фільм Вбивця Дмитро Карамазов з Анною Стен, яка також перебралася до Німеччини, в головній ролі. Фільм мав великий успіх у Європі й приніс визнання Оцепу як режисеру європейського значення.
Після розриву зі Стен, 1932 року Оцеп прямує до Франції, де 1934 року фільмує стрічки Жах та Амок.
1938 року він виступає співрежисером стрічки «Княжна Тараканова» Маріо Солдатті з Альберто Сарді та Анною Маньяні в головних ролях. Цього року Оцеп також фільмує картину «Гібралтар» (Шпигунські мережі) в Гібралтарі.
Під час Другої світової війни емігрував через Марокко до США.
1943 року зняв картину «Три російські дівчини» з Анною Стен в Голлівуді, а 1945 — комедійний мюзикл «Нуль за поведінку» (Cero en conducta) в Іспанії. Останні фільми зняв у Канаді.
Помер від серцевого нападу 20 червня 1949 у Беверлі Гіллз.

## Фільмографія

### Режисер
- 1926 — Міс Менд / Мисс Менд
- 1928 — Земля в полоні / Земля в плену
- 1929 — Живий труп / Живой труп / Der lebende Leichnam
- 1931 — Убивця Дмитрій Карамазов / Der Mörder Dimitri Karamasoff
- 1932 — Химери Парижа / Mirages de Paris / Großstadtnacht
- 1934 — Жах / La Peur
- 1934 — Амок / Amok
- 1937 — Пікова дама / La Dame de pique
- 1938 — Гибралтар (Мережі шпигунства) / Gibraltar
- 1938 — Княжна Тараканова / La Principessa Tarakanova
- 1943 — Три російські дівчини / Three Russian Girls
- 1945 — Батько Шопен / Le Père Chopin
- 1945 — Нуль за поведінку / Cero en conducta
- 1947 — Фортеця / La Forteresse
- 1947 — Місто чуток / Whispering City

### Сценарист
- 1916 — Пікова дама
- 1922 — Полікушка
- 1924 — Аеліта
- 1924 — Папіросниця від Моссільпрому
- 1925 — Колезький регістратор
- 1926 — Міс Менд
- 1928 — Лялька з мільйонами
- 1928 — Земля в полоні
- 1929 — Живой труп / Der lebende Leichnam
- 1931 — Вбивця Дмитро Карамазов / Der Mörder Dimitri Karamasoff
- 1932 — Химери Парижа / Mirages de Paris / Großstadtnacht

## Цікаві факти
Федір Оцеп був дядьком Юлія Райзмана — відомого радянського кінорежисера, лауреата шести Сталінських та Державної премії СРСР.